# Leichte Muse (Film 1941)
Leichte Muse ist ein deutscher Spielfilm aus dem Jahr 1941 nach dem Roman Viva La Musica von Hans Fritz Köllner. Regie führte Arthur Maria Rabenalt, in den Hauptrollen spielten Willy Fritsch und Adelheid Seeck. Der Film orientiert sich an Leben und Werk des Komponisten Walter Kollo, dessen Melodien zahlreich darin vorkommen. 

## Handlung
Frühling im Berlin des Jahres 1895. Die halbe Stadt ist auf den Beinen, um das Pfingstfest im Grünen zu genießen. Auf der Fahrt durch den Grunewald kommt ein Gewitter auf, so dass alle im Wilmersdorfer Gasthof „Zur Linde“ einkehren.
Auch der fröhlich-unbedarfte, aber finanziell notorisch klamme Komponist P. P. Müller ist mit seiner Frau Lisbeth und den Kindern sowie seinem Freund, dem Texter Hans Otto Schmidt, unterwegs und überbrückt die Geldnot mit seiner Popularität. Als er das Essen nicht bezahlen kann, erklärt er sich bereit, in der Gaststätte zu musizieren und lässt sich und seine Familie anschließend von einem reichen Bewunderer mit der Kutsche nach Hause fahren, wo wiederum der Gerichtsvollzieher ein und aus zu gehen pflegt und wo Familie Müller das Essen beim örtlichen Kaufmann anschreiben lässt.
In dieser Situation kommt der Familie Chorleiter Palitsch zu Hilfe, der dem Komponisten nicht nur ein Engagement für die Sing-Akademie in Prenzlau anträgt, was Müller allerdings ablehnt, sondern auch ein Stück für den Chor der Akademie in Auftrag gibt. Durch diesen Auftrag ermutigt, beschließen Müller und sein Freund Schmidt, eine Operette zu schreiben, um damit endlich Geld zu verdienen.
Ein Jahr später hat das Zentraltheater zugesagt, die Operette aufzuführen. Lediglich deren Finale fehlt noch, und um sich inspirieren zu lassen, fährt P.P. Müller nach Rixdorf zum Tanz. Dort trifft er auf seine Nachbarin und trinkt mit ihr ein paar Gläser. Als er nach Hause zurückkehrt, weiß seine Frau bereits Bescheid. Es kommt zum Streit, in dessen Folge P.P. Müller eine Eckneipe aufsucht und dort das Lied Was eine Frau im Frühling träumt komponiert. Es wird das zentrale Musikstück der Operette. Sie wird ein großer Erfolg.
Jahre später. P.P. Müller und seine Frau haben es zu großem Wohlstand gebracht, ihre Kinder sind erwachsen geworden. Das Ehepaar ist zu einer Gesellschaft im Hause des Spekulanten Gesenius eingeladen, der dem Komponisten die Direktion des Metropol Theaters anträgt und ihn mit der Sängerin Marion bekanntmacht. Müller übernimmt das Theater und plant die Revue Das hat Berlin noch nicht gesehen mit Marion in der Hauptrolle, mit der er mittlerweile auch privat ausgeht. Zu diesen Gelegenheiten lässt es der gesellige Komponist stets krachen, so dass seine nächtlichen Eskapaden bald in der Zeitung stehen. Seine Frau Lisbeth trennt sich schließlich von ihm.
Obwohl das Revuetheater Erfolg hat, ist Müller kein guter Geschäftsmann und häuft einen großen Schuldenberg an. Schließlich ist das Theater pleite. Der Besitz des Komponisten wird versteigert, aber das Schicksal führt zumindest die Eheleute wieder zusammen. Gemeinsam ziehen sie zurück nach Schöneberg und feiern dort ihre Silberhochzeit. Als Überraschung schenkt P.P. Müller seiner Frau zum Pfingstfest eine langersehnte Reise nach Venedig. Bereits im Zug, entscheiden sie sich jedoch um und fahren raus nach Wilmersdorf in den alten Gasthof „Zur Linde“, wo ihr mittlerweile erwachsener Sohn Ete mit seinem Orchester die Melodien seines Vaters aufführt.

## Produktionsnotizen
Die Dreharbeiten fanden noch unter dem ursprünglichen Titel des Films Was eine Frau im Frühling träumt vom 25. April bis Anfang August 1941 an verschiedenen Berliner Drehorten statt, so zum Beispiel im Berliner Tiergarten, im Grunewald sowie im Berliner Metropoltheater, wo am 6. August 1941 die letzte Einstellung aufgenommen wurde.
Im Juni 1941 wurde der Filmtitel in Leichte Muse geändert. Trotzdem lief der Film in Deutschland und Österreich auch unter dem Titel Was eine Frau im Frühling träumt.
Die offizielle Premiere erfolgte am 10. Oktober 1941 im Kölner Ufa-Palast. Nach weiteren Vorstellungen in Hamburg wurde der Film schließlich auch am 24. November 1941 im Berliner Ufa-Palast am Zoo erstaufgeführt.
Die Schauspielerin Adelheid Seeck ist hier in ihrem Filmdebüt zu sehen.

## Musik
Folgende Musikstücke aus der Feder Walter Kollos kommen im Film vor:
- Berlin bleibt doch Berlin (Text: Willi Kollo)
- Das ist der Frühling von Berlin (Text: Willi Kollo)
- Der kleine Finkenhahn (Text: FW Hardt, Willi Kollo)
- Immer an der Wand lang (Text: Hermann Frey)
- Pauline geht tanzen (Text: Rudolf Schanzer, Rudolf Bernauer)
- Alle Englein lachen (Text: Rudolf Schanzer, Rudolf Bernauer)
- Heimat, du Inbegriff der Liebe (Text: Hermann Frey, Willi Kollo)
- Was eine Frau im Frühling träumt (Text: Willi Kollo)
- Ach Jott, wat sind die Männer dumm (Text: Hermann Haller)
- Kleine Mädchen müssen schlafen gehen (Text: Willy Wolf, Hermann Haller)
- Mit Dir, mit Dir, da möchte‘ ich Sonntags angeln gehen (Text: Willy Wolf, Hermann Haller)
- Wenn ein Mädel einen Herrn hat (Text: Willy Wolf, Hermann Haller)

Willy Fritsch singt im Film die Lieder Immer an der Wand lang, Pauline geht tanzen, Heimat, du Inbegriff der Liebe und Was eine Frau im Frühling träumt.
Grethe Weiser singt den Titel Ach Jott, wat sind die Männer dumm.
Anja Elkoff übernimmt ebenfalls den Titel Was eine Frau im Frühling träumt sowie das Couplet Kleine Mädchen müssen schlafen gehen.
Erich Fiedler ist der Leinwandinterpret der Stücke Mit Dir, mit Dir, da möchte‘ ich sonntags angeln gehen und Wenn ein Mädel einen Herrn hat, zusammen mit Anja Elkoff.
Keine dieser Aufnahmen ist in der jeweiligen Version als Schallplattenaufnahme erschienen.

## Wissenswertes
Obwohl die Werke der Textdichter Rudolf Schanzer und Rudolf Bernauer im NS-Staat und damit im Jahr 1941 aufgrund des jüdischen Glaubens ihrer Autoren verboten waren, kommen im Film zwei Titel mit ihren Texten zur Aufführung. 
Dies ist zu diesem Zeitpunkt ebenso erstaunlich wie verschiedene Dialogpassagen des Drehbuchs mit Bezug auf die verbotene Sozialdemokratie, in denen es während eines Gesprächs in einer Eckkneipe zum Beispiel heißt: „Als guter Sozialdemokrat müsstest Du wissen, dass Märsche reaktionär sind“ oder „Hasemann, stellen Sie das Ding da ab. Das macht meinen Genossen wankelmütig“.

## Kritik
„Gut besetztes Volksstück, das dem Berlin der Jahrhundertwende huldigt und bekannte Lieder von Walter Kollo präsentiert.“